# Kamelen
Kamelen, pseudonimo di Marcus Kabelo Møll Mosele (Bergen, 1993), è un rapper norvegese.

## Biografia
Kamelen si è fatto conoscere con l'album in studio d'esordio Ambivalent (2017), che è arrivato 31º nella VG-lista e che gli ha fruttato una nomination per lo Spellemannprisen alla rivelazione dell'anno. Kingpin slim (2019), classificatosi 10º, ha superato la soglia delle 20 000 unità equivalenti, venendo certificato platino dalla IFPI Norge.
Nel gennaio 2021 viene presentato il terzo LP #Frikjent, che ha debuttato al 29º posto della graduatoria norvegese. L'artista è stato poi premiato con lo Spellemannprisen all'hip hop. Bap (2022), una collaborazione con i Broiler e Emma Steinbakken, è stata certificata doppio platino per le oltre 120 000 unità vendute. È stata successivamente pubblicata Fakk min x (2022), prima numero uno del rapper nella hit parade norvegese.
Mest elsket & hatet, reso disponibile a partire dal gennaio 2024, si è fermato alla 13ª posizione della classifica nazionale.

## Discografia

### Album in studio
- 2017 – Ambivalent
- 2019 – Kingpin slim
- 2021 – #Frikjent
- 2024 – Mest elsket & hatet

### EP
- 2018 – Lyca

### Singoli
- 2015 – Ingenting
- 2015 – Si ingenting tredjestanden (feat. Flexi Aukan & Fabs)
- 2016 – Kjeltring
- 2017 – Beng beng beng
- 2017 – D e digg (feat. Jonas V)
- 2017 – Klubbkamel
- 2018 – Lil Homie (feat. KingSkurkOne)
- 2018 – Hon e fin
- 2019 – Fuck m meg
- 2019 – Kingpin
- 2019 – Vil ba vekk
- 2019 – Ba spis
- 2019 – Dropp det (con i Snow Boyz)
- 2020 – Meny (con Gee Dixon)
- 2020 – Tilbake i city
- 2020 – Ferrari
- 2021 – Creme de la creme
- 2021 – Money Moves (feat. Branco)
- 2021 – Kapital
- 2022 – Ali
- 2022 – Bap (con i Broiler e Emma Steinbakken)
- 2022 – Fakk min x (con i Ballinciaga)
- 2022 – Kriminell (feat. Lars Vaular)
- 2023 – Mama
- 2023 – Damn Girl (con Mat Duo)
- 2023 – Baby
- 2023 – Boys i d blå (con Branco)
- 2023 – Slipp deg løs
- 2023 – Stakken Pt. II
- 2024 – Benzin
- 2024 – Madera (con La Rosy e JMK)
- 2024 – Mujaffa (con i Broiler)
- 2024 – Amok (con i Broiler)
- 2024 – Varig mén
- 2024 – Lever livet